# PIGMENT
PIGMENT TOKYO（ピグモン トーキョー）は、東京都品川区・天王洲アイルにある複合クリエイティブ機関である。運営は寺田倉庫が行っている。
施設名の「PIGMENT（ピグモン）」とはフランス語で「顔料」のことを指し、ショップ・ラボ・ワークショップと3つの機能を持つ施設である。流線形の竹が特徴的な店舗内装および外装は、建築家の隈研吾が手がけている。4500色にも及ぶ顔料、600種の筆・刷毛、硯・古墨、膠など、古今東西の希少かつ良質な画材を取り揃え、伝統的な画材製法や色彩文化を後世に継承することを目的として、独自のアプローチで研究・教育・普及活動を行っている。画材や色に造詣の深い研究者やアーティストに加え、アートとビジネスを結びつけることに長けたクリエイティブディレクターやプロデューサーといったスタッフを擁しており、国内外の企業や研究機関に対して、色に関する技術提供や企画提案ができる「色とマチエールのアトリエ」としての機能も果たしている。2018年、世界的なデザイン賞の一つである「German Design Award 2018」Excellent Communications Designカテゴリー（Interior Architecture）を受賞。